# Chiesa di San Michele Arcangelo (Quarto d'Altino)
La chiesa di San Michele Arcangelo è la parrocchiale di Quarto d'Altino, in città metropolitana e patriarcato di Venezia; fa parte del vicariato di Favaro-Altino.

## Storia

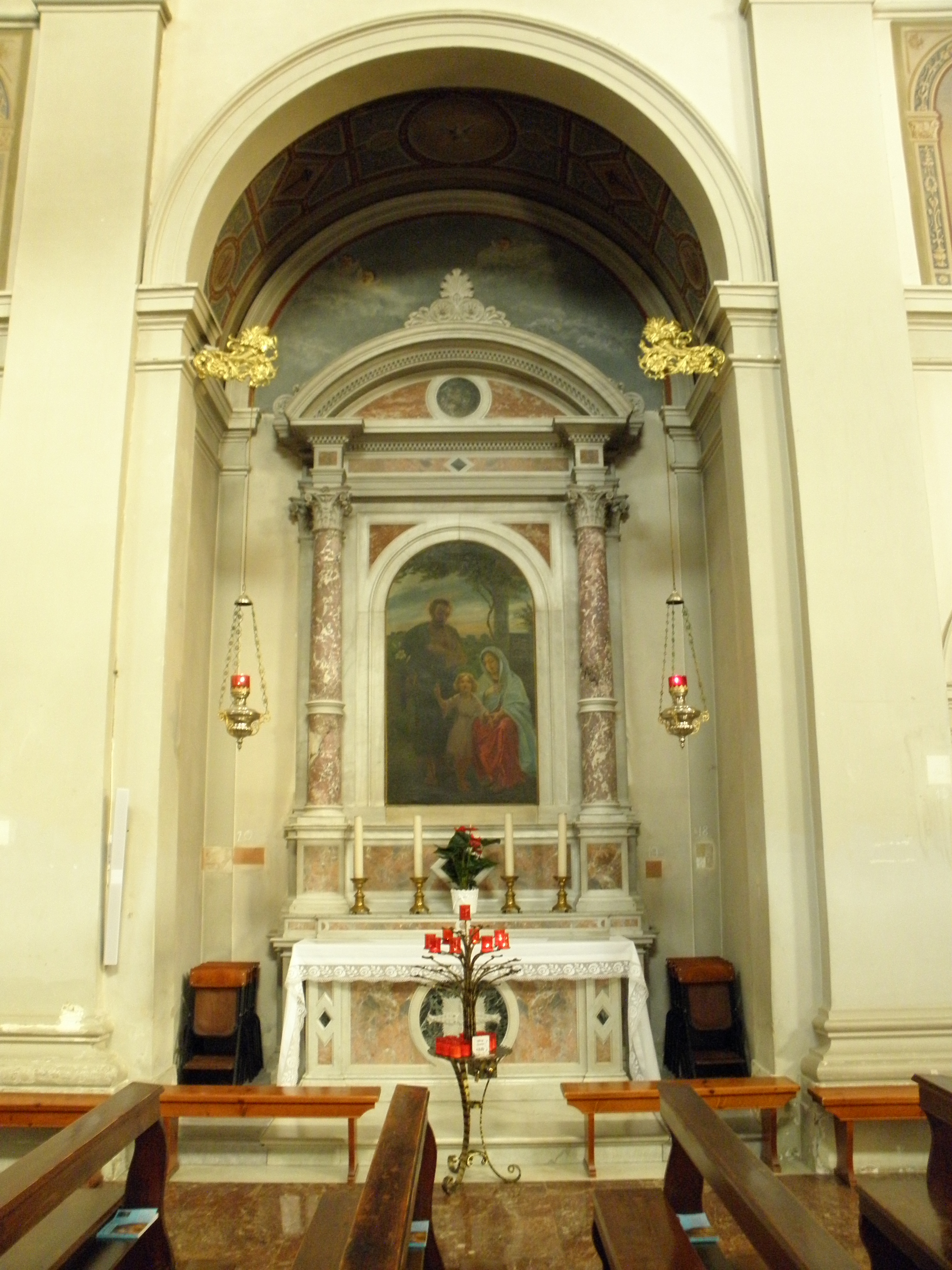
San Michele Arcangelo, (Quarto d'Altino), altare laterale

Fu edificata su terreni acquistati nel 1852 e terminata nel 1905, su progetto di Costante Gris, in stile neoclassico e ad una sola navata. Il campanile fu costruito tra 1945 e 1956, su progetto dell'architetto Angelo Scattolin. Alla sua sommità svetta una statua del patrono san Michele, scultura del 1958, progettata da Giuseppe Romanelli ed eseguita da Simon Benetton.

## Interno
La chiesa di San Michele Arcangelo ha un grande presbiterio con altare isolato. La pala in fondo all'abside è una copia di un dipinto di Guido Reni che si trova a Roma e che rappresenta san Michele Arcangelo in atto di sconfiggere il diavolo. La Vittoria di San Michele Arcangelo è un dono di papa Pio X, già patriarca di Venezia, grazie al quale, nel 1904, vennero ripresi i lavori che portarono a compimento l'edificio.